# Reprezentacja Filipin w piłce wodnej kobiet
Reprezentacja Filipin w piłce wodnej kobiet – zespół, biorący udział w imieniu Filipin w meczach i sportowych imprezach międzynarodowych w piłce wodnej, powoływany przez selekcjonera, w którym mogą występować wyłącznie zawodnicy posiadający obywatelstwo filipińskie. Za jej funkcjonowanie odpowiedzialny jest Filipiński Związek Pływacki (PSI), który jest członkiem Międzynarodowej Federacji Pływackiej.